# Wuling Sunshine
Wuling Sunshine – samochód osobowo-dostawczy typu mikrovan klasy subkompaktowej produkowany pod chińską marką od Wuling od 2002 roku. Od 2012 roku produkowana jest druga generacja modelu.

## Pierwsza generacja

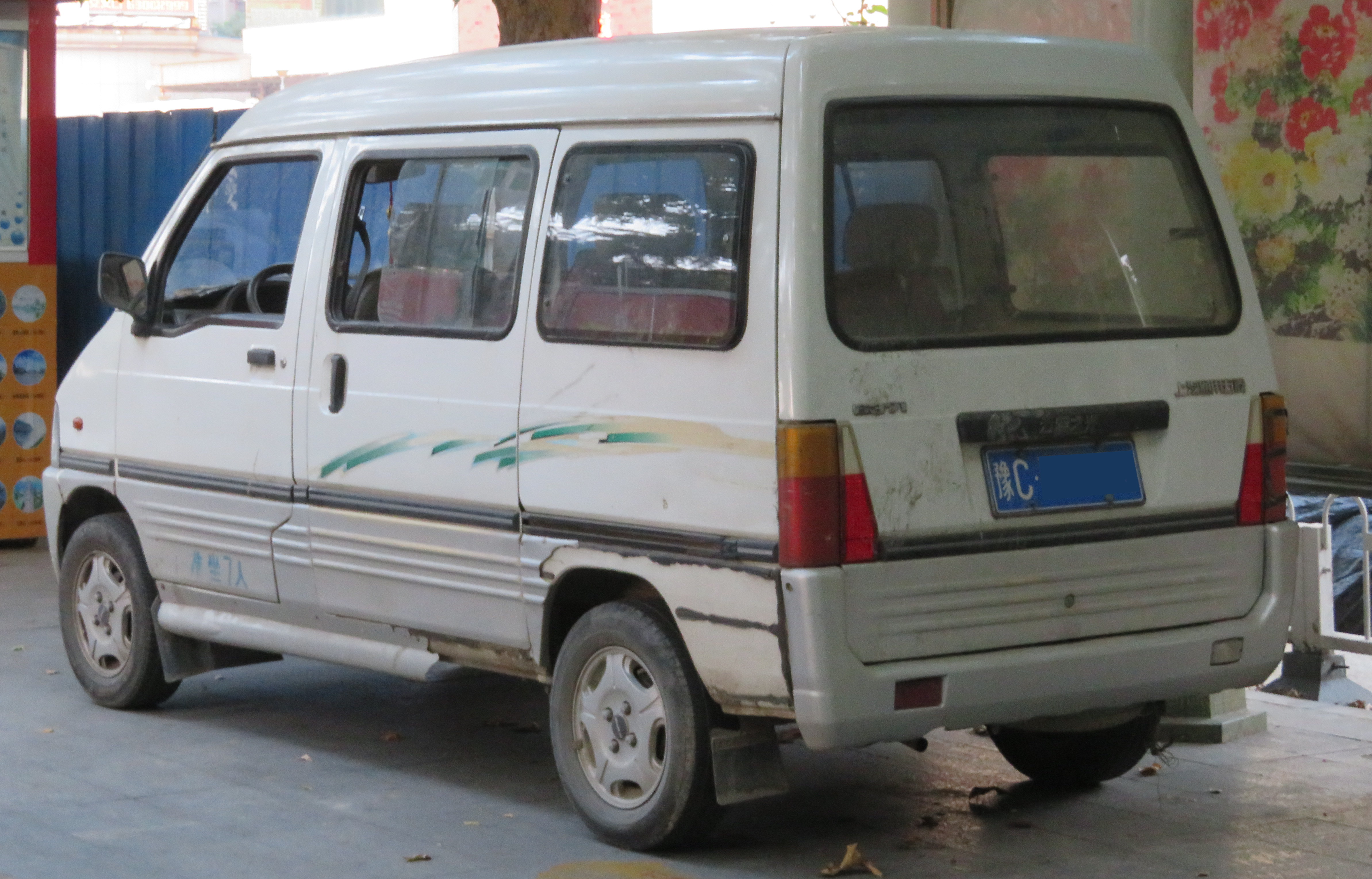
Wuling Sunshine I - tył

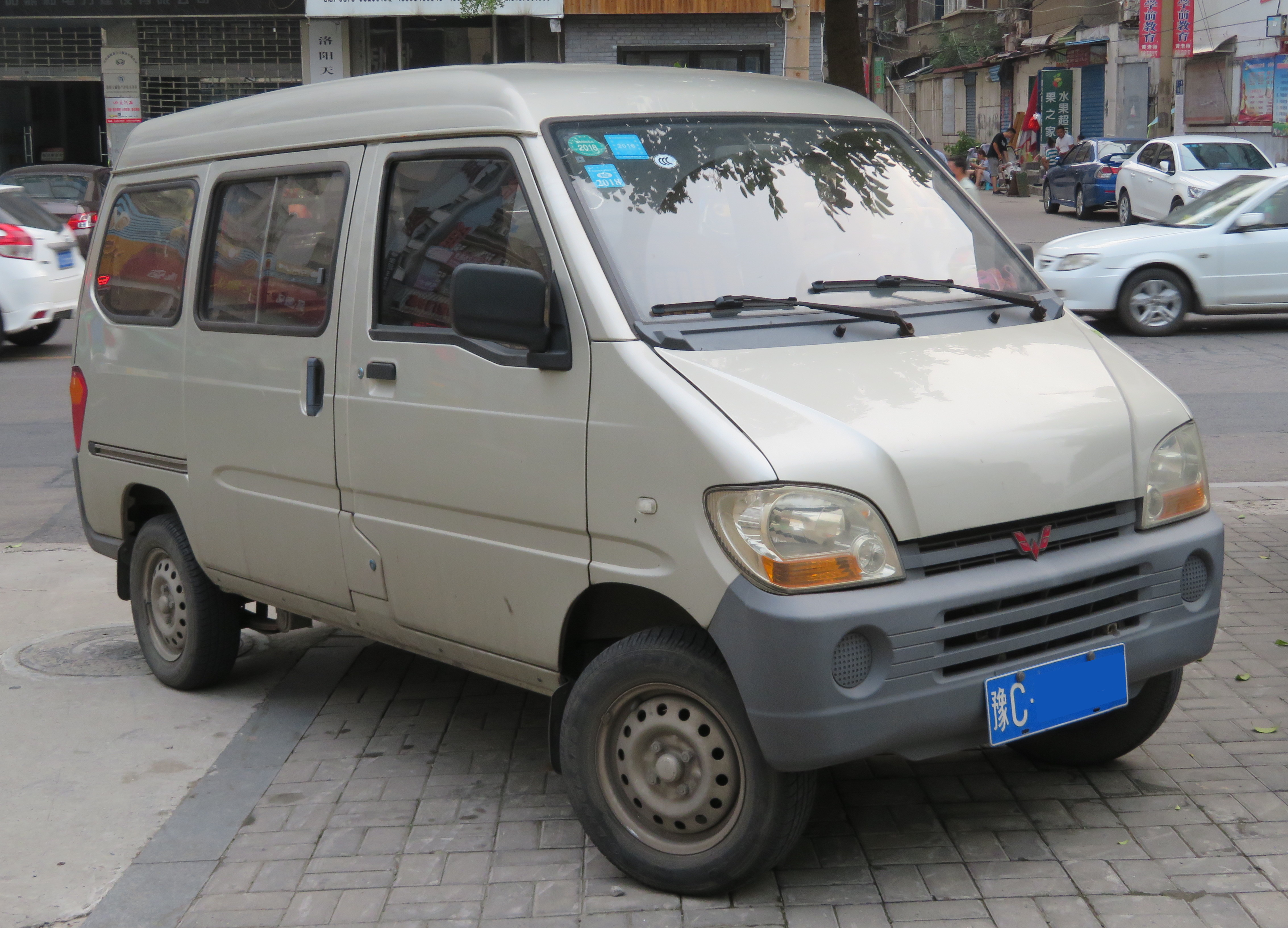
Wuling Sunshine I po liftingu

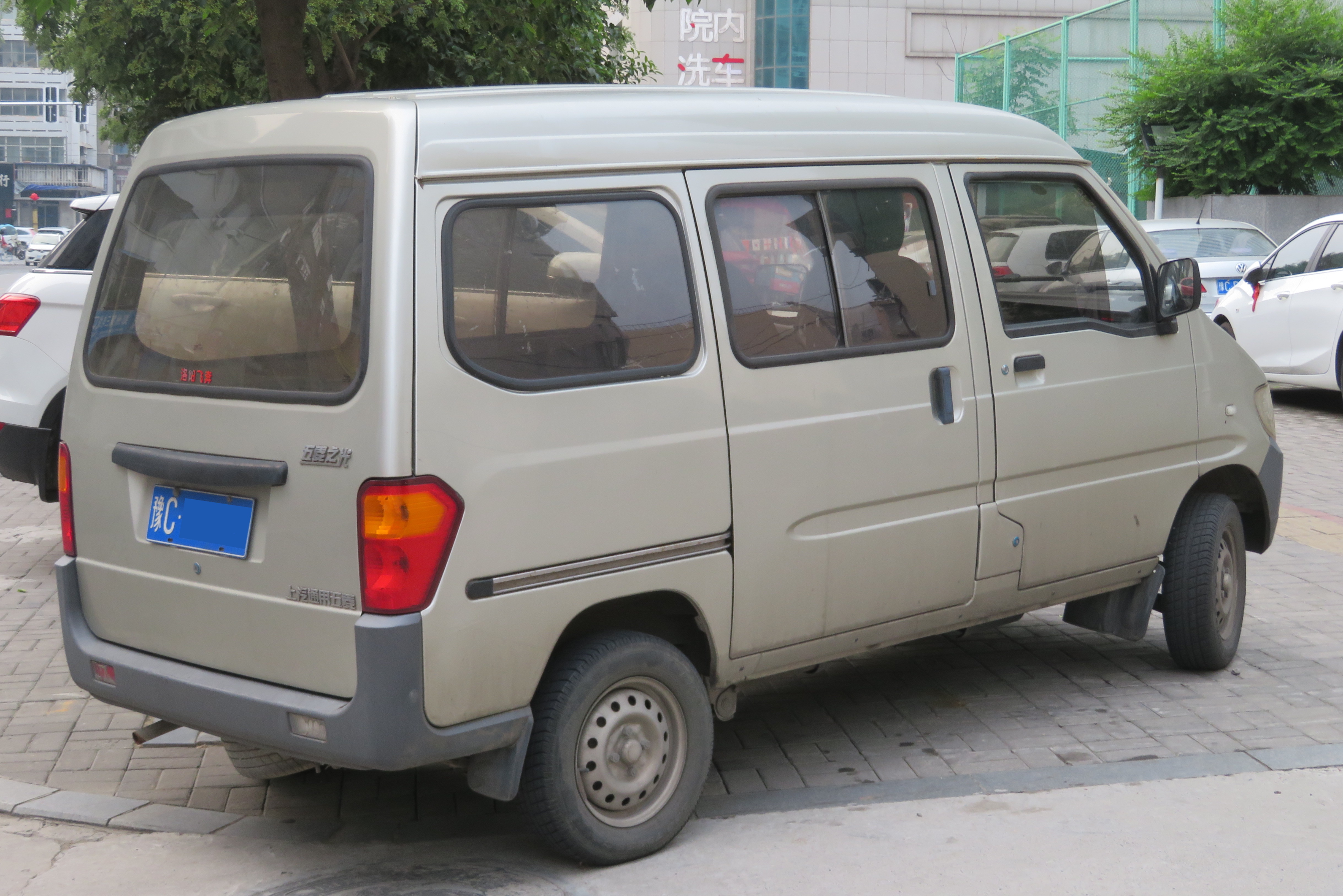
Wuling Sunshine I - tył po liftingu

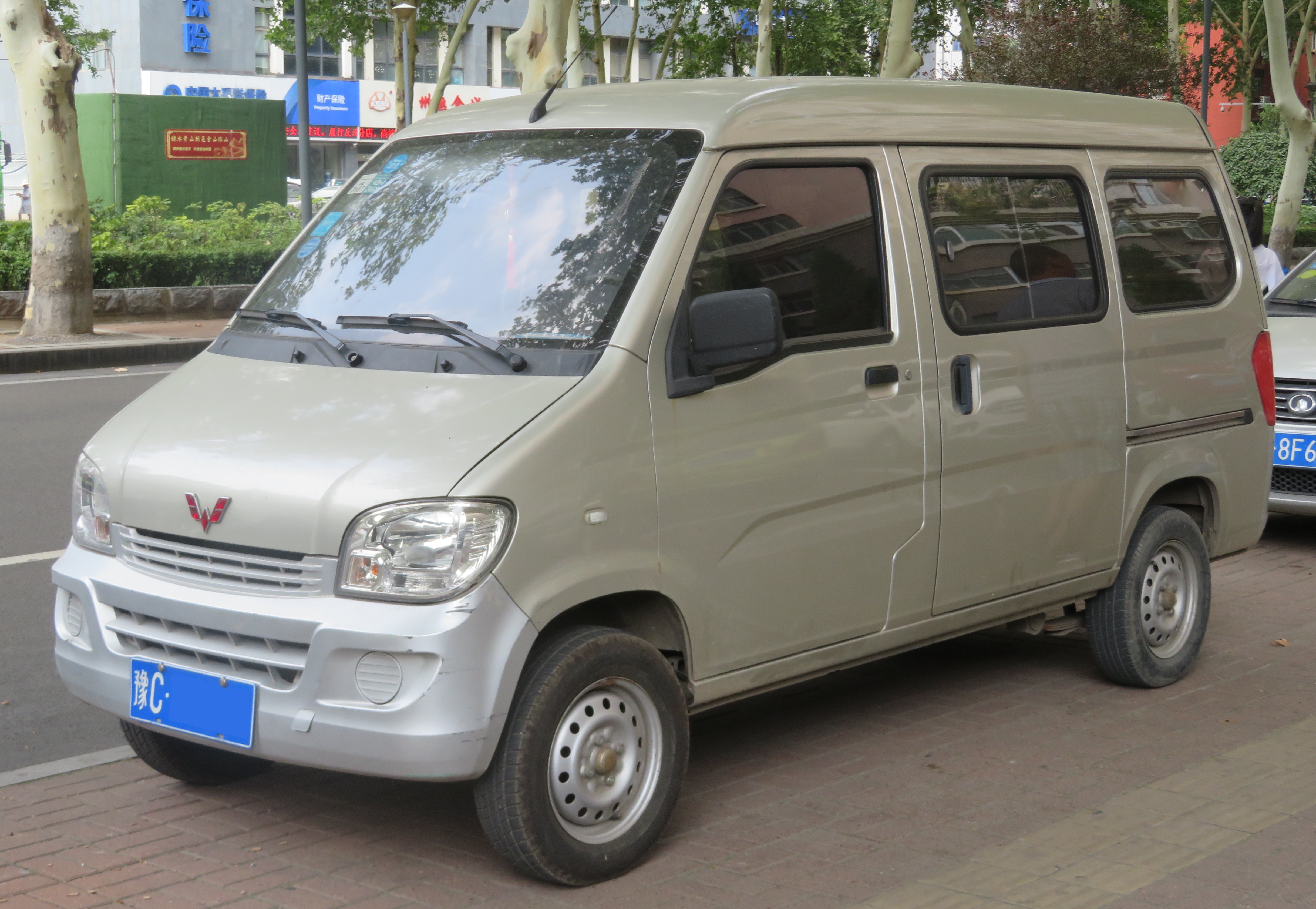
Wuling Sunshine I po drugim liftingu

Wuling Sunshine I został zaprezentowany po raz pierwszy w 2002 roku.
Model Sunshine opracowany został przez Wulinga jako nowa generacja pojazdu realizującego koncepcję taniego, niewielkiego samochodu dostawczego mającego zastąpić dotychczasową furgonetkę Dragon. Był to pierwszy pojazd chińskiego producenta po utworzeniu w tym samym roku joint-venture SAIC-GM-Wuling.
Konstruując model Sunshine Wuling skorzystał z partnerstwa technologicznego z japońskim Suzuki, adaptując koncepcję furgonetki Carry z końca lat 90. XX wieku. Nadwozie pojazd zyskało jednak odrębny projekt stylistyczny, z dużymi reflektorami i wyraźnie zaznaczonymi logotypami. Charakterystyczne proporcje odznaczały się krótką maską, wysoką pozycją za kierownicą oraz silnikiem umieszczonym za przednią osią.
Gama nadwoziowa Wulinga Sunshine złożyła się z szerokiej gamy nadwoziowej, poza dostawczą furgonetką oraz osobowym vanem dostępną także w formie 2-miejscowego pickupa lub podwozia do zabudowy.
Dla zapewnienia niskiej ceny i przystępnej formy, producent okroił wyposażenie standardowe do minimum. Pierwsza generacja Wulinga Sunshine nie była wyposażona m.in. w poduszkę powietrzną kierowcy lub pasażera.

### Restylizacje
Na przestrzeni 11 lat rynkowej obecności, Wuling Sunshine pierwszej generacji przeszedł dwie restylizacje nadwozia, które ograniczały się do zmian wizualnych. Dwukrotnie zmodyfikowano kształt reflektorów oraz lamp tylnych, jak i przednich oraz tylnych zderzaków.

### Sprzedaż
Wuling Sunshine I w momencie obecności rynkowej charakteryzował się relatywnie niską ceną, która wynosiła równowartość ok. 5 tysięcy dolarów amerykańskich. Samochód odniósł rynkowy sukces, ze średnią roczną sprzedażą sięgającą ok. 450 tys. sztuk. Szczyt swojej rynkowej popularności przeszedł na przełomie pierwszej i drugiej dekady XXI wieku, w 2011 roku będąc trzecim najpopularniejszym nowym samochodem na świecie, z kolei rok później był to najpopularniejszy nowy samochód na rynku chińskim.
W 2010 roku po chińskich ulicach jeździły ok. 2 miliony Wulingów Sunshine. Z racji wagi roli tego modelu zarówno dla Wulinga, jak i General Motors na rynku chińskim w dobie kryzysu finansowego, magazyn Forbes określił furgonetkę Sunshine jako najważniejszy samochód na świecie.
Wuling Sunshine I był epizodycznie dostępny także na rynku polskim za sprawą prywatnego importera w 2006 roku, będąc wówczas jednym z najmniejszych i najtańszych pojazdów dostępnych do sprzedaży w Polsce.

### Silniki
- R4 1.0l
- R4 1.1l
- R4 1.2l

## Druga generacja

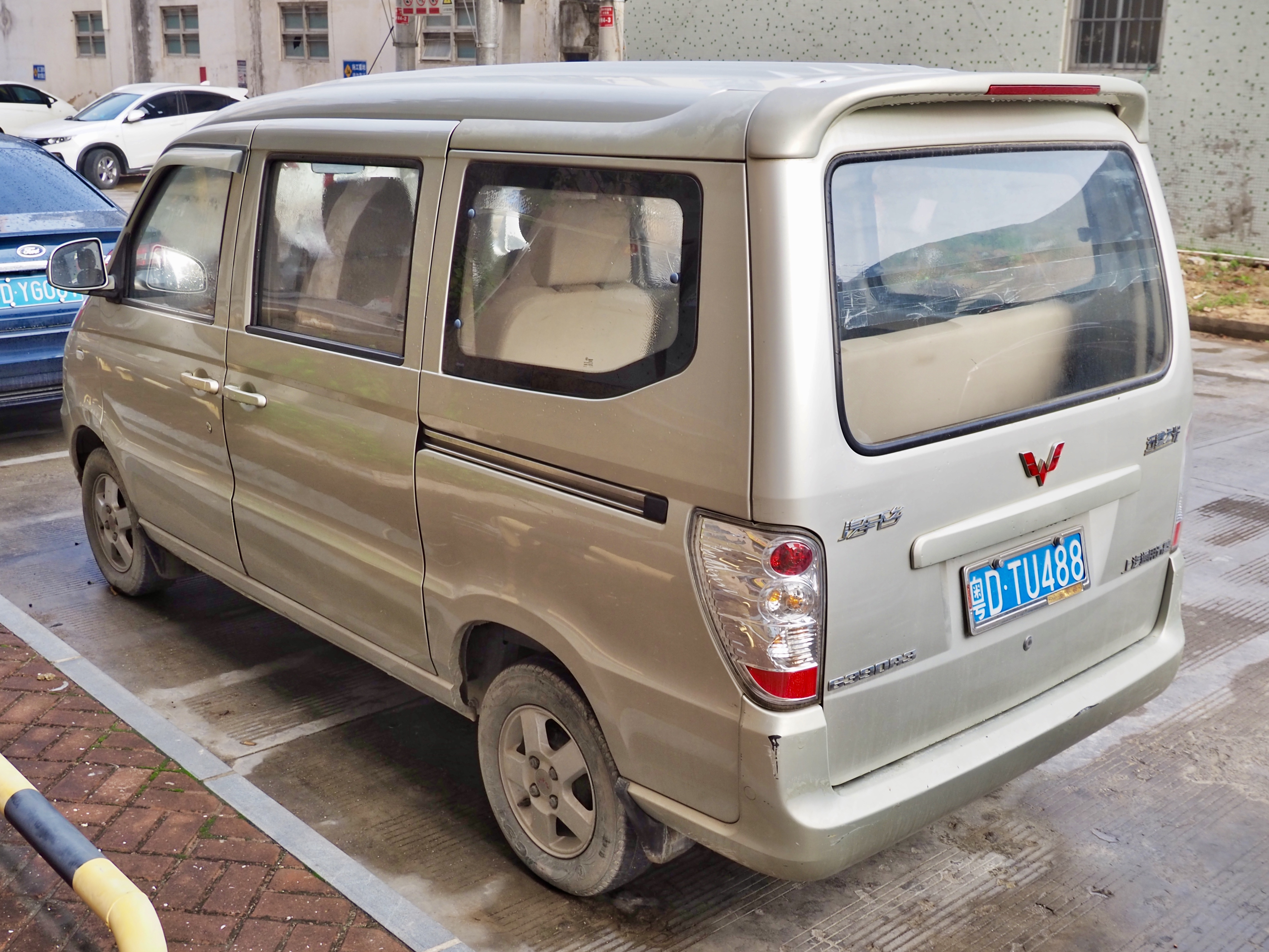
Wuling Sunshine II - tył

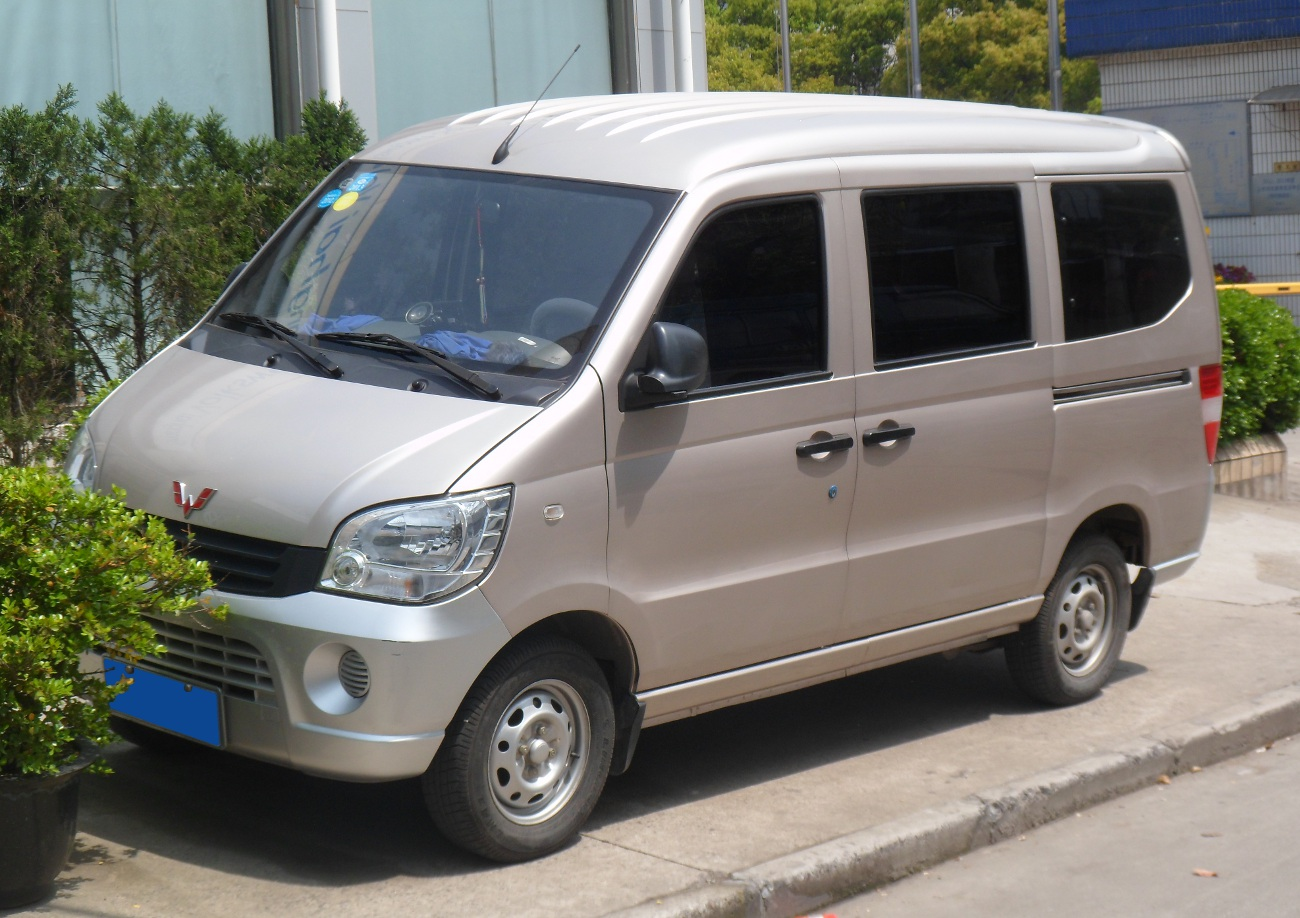
Wuling Sunshine II Base

Wuling Sunshine II został zaprezentowany po raz pierwszy w 2012 roku.
Druga generacja Wulinga Sunshine w obszernym zakresie zmodernizował koncepcję poprzednika, zyskując przestylizowane nadwozie z bardziej agresywnie ukształtowanymi reflektorami i większą atrapę chłodnicy. Ponadto, pojazd otrzymał wyraźniej zaznaczone przetłoczenia w panelach bocznych nadwozia. Inny kształt otrzymały także lampy tylne, obejmujące większą część nadwozia. Samochód stał się też większy, pozostając w równoległej sprzedaży z pierwszą generacją.

### Sunshine S
Poza klasycznym Sunshine, producent zdecydował się także poszerzyć rodzinę modelową o zmodernizowany model Wuling Sunshine S oparty na drugiej generacji. Samochód zyskał zmodyfikowany pas przedni z agresywniej ukszałtowanymi reflektorami i większą atrapą chłodnicy.

### Silniki
- R4 1.0l
- R4 1.1l
- R4 1.2l